# Взаимна свобода
Взаимната свобода е понятие отначало въведено от Алексис дьо Токвил през 1835 в творбата му Демокрацията в Америка. Всъщност, Токвил го отнася към общия характер на американското общество през 19 век. Според него, поне на пръв поглед, всеки гражданин на Съединените американски щати има възможността да участва в гражданските дейности на страната. Друг аспект на взаимната свобода е колективната свободна воля на всеки разумен човек в обществото. Въпреки че идеята за взаимна свобода е въведена от Токвил, Джон Стюарт Мил е този, който и придава по-широк смисъл. Мил смята, че най-подходящият случай за взаимна свобода е в общество, управлявано от съгласието на управляваните и като пример дава републиката. И според него, републиката трябва да е такава, че в нея да могат да участват членовете на всички политически фракции. Говори се, че републиката е форма на управление, при която има най-малко разделение на хората. Това твърдение до голяма степен има връзка с взаимната свобода. За разлика от позитивната и негативната свобода, взаимната свобода включва всички граждани. Тя не прави разграничение между политически предпочитания и социален статус. Взаимната свобода обхваща всички дялове на обществото, от бездомния на улицата до премиера на държавата. Това е процесът, чрез който всеобщата преценка за морал е упражнявана от най-широк обхват от хора, в каквито и да е колективни условия.

## Съпровод на социалната справедливост
Взаимната свобода като цяло може да бъде разглеждана като сложно свързана с концепцията за социалната справедливост. Всъщност, социалната справедливост съществува там, където всеки човек в дадено общество има еднакъв достъп до възможностите, с които разполагат само най-привилегированите. И в известен смисъл, тази представа за привилегиите трябва да бъде определена по начин, по който тези хора с най-малко предимства получават най-голяма изгода от икономическите различия в обществото. В този си вариант социалната справедливост е обсъждана на дълго и на широко от учени като Джон Ролс и духовници като Оскар Роумър. Там, където взаимната свобода съвпада с проектите на социалната справедливост, стои точно моделът на социалната структура, който сполучливо ще позволи това с възможностите на привилегированите да се ползват всички. Без обща нагласа за свободата, което е точно каквото предлага взаимната свобода, възможностите, благоприятстващи за социалната справедливост в обществото, ще са значително намалели.